# Pharaoh
Pharaoh (Farao) is een studioalbum van Phil Thornton uit 1995. Het is de start van wat men kan noemen de Egyptische periode van Thornton. Na dit album verschenen nog diverse titels van hem die gewijd waren aan (muziek uit) dat land: Eternal Egypt, Immortal Egypt en Enchanted Egypt. Het album laat een mix horen van inheemse muziekinstrumenten en ritmes van dat land, gecombineerd met de westerse technologie op synthesizergebied. Het album is opgenomen in zijn eigen Expandibubblestudio (Expandi was de eerste serieuze band van Thornton). Hossam Ramzy was tijdens de opnamen aan het toeren met Jimmy Page en Robert Plant, een halve reünie van Led Zeppelin.
Saaidi uit het Midden-oosten is een dans waarbij met stokken duidelijk gemaakt wordt, wat de bedoeling van de strijders is zonder dat men elkaar met die stokken raakt/ mag raken.  
Motto van het album is een hymne aan Hathor:
- The sky and its stars make music to you
- The sun and the moon praise you
- The Gods exalt you
- The Goddesses sing to you.

## Musici
- Phil Thornton – synthesizers, vocoder, e-bow-gitaar, Octopod, beanpod, rainstick, bellen en Chileense fluit
- Steven Cragg – tibetaanse hoorn
- Hossam Ramzy – Saaidiritme-loop

## Muziek
Allen van Thornton

| Nr. | Titel                                   | Duur  |
| --- | --------------------------------------- | ----- |
| 1.  | Procession to the centre of the pyramid | 11:05 |
| 2.  | Crossing the celestial river            | 9:57  |
| 3.  | Gateway to the heavens                  | 11:08 |
| 4.  | Thoth, Weigher of souls                 | 9:53  |